# Vencislav Inkjov
Vencislav Inkjov, bolgarski šahist in šahovski velemojster, * 1956, Bolgarija.